# Railroad Raiders of '62
Railroad Raiders of '62 è un cortometraggio del 1911 diretto da Sidney Olcott. Una storia della guerra civile americana. Prodotto dalla Kalem Company e distribuito dalla General Film Company, il film uscì in sala il 16 giugno 1911.

## Produzione
Il film fu prodotto dalla Kalem Company. Venne girato a Jacksonville, Florida.

## Distribuzione
Distribuito dalla General Film Company, il film - un cortometraggio in una bobina - uscì nelle sale cinematografiche statunitensi il 16 giugno 1911. La Grapevine Video lo ha distribuito in VHS.